# محمد علي شرارة

محمد علي شرارة (1906 - 1979)، أديب وشاعر من جبل عامل، تنقل بين لبنان والعراق

## ولادته ونشأته
ولد في بنت جبيل (جبل عامل) سنة 1906 م، والده الشيخ علي شرارة من العلماء الشعراء. تلقى دروسه الأولى في بنت جبيل وتأثر بوالده حيث درس عليه علوم اللغة العربية، وحفظ الكثير من غرر القصائد العربية وهو لم يبلغ العاشرة من عمره. في الرابعة عشرة من عمره أرسله والده إلى النجف لمتابعة دراسته.
فإلى جانب علوم اللغة والشريعة عكف على دراسة اللغة الإنكليزية وتلقي العلوم الحديثة من المجلات والكتب وتتبع نتاج الفكر الأوروبي وما حققه في ميادين العلم والأدب والشعر. في العام 1928 بدأ بنشر مقالات وقصائد في مجلة العرفان، ركّز في بعضها على الهجوم على آفات الوضع الاجتماعي وعيوبه.

## عمله وأسفاره
ظلّ مواظبا على الدراسة، والكتابة، والترجمة، حتى سنة 1936 م التي كانت حاسمة في حياة محمد شرارة، فبعد أن بلغ ما بلغ في دراسته النجفية قرر السير في طريق جديد.
فبعدما حمل الجنسية العراقية، عُين في وزارة المعارف أستاذا للأدب العربي في ثانويات العراق فتنقل بين الناصرية وكربلاء وأربيل والحلة حتى استقر به المقام في بغداد في أواسط أربعينيات القرن الماضي. ولم تنقطع صلته بالحياة الثقافية بالنجف واستمر ينشر في مجلتي الحضارة والهاتف ويساهم في معالجة المشاكل الفكرية والأدبية.
في العام 1948 شارك في الانتفاضات الشعبية على الوضع القائم، فاعتقل في كانون الثاني 1949 وظل معتقلا زهاء الشهرين ثم فصل من وظيفته.
بعد اعتقاله الأول اشتغل في بعض الأعمال التجارية، ولكنه سرعان ما ترك التجارة وعمل في إحدى المدارس الأهلية.
اعتقل ثانية في العام 1952 م وقدّم للمحاكمة فحكم عليه بالسجن سنة واحدة.
بعد انقضاء فترة الحكم عليه رجع إلى لبنان سنة 1954 وقام بالتدريس في إحدى المدارس الأهلية وظل يواصل الكتابة والنشر حتى العام 1958 حين قامت حركة 14 تموز فعاد إلى العراق وأعيدت إليه حقوقه في مجال عمله وعاد إلى التدريس والكتابة.
ولكنه سرعان ما اختلف مع النظام الجديد فقبض عليه وحكم بالسجن ثلاثة أشهر.
عاد العام 1961 إلى لبنان.
في العام 1962 دعي لتدريس اللغة العربية في جامعة بكين في الصين، وعمل في الترجمة في مجلة (بناء الصين)، فلم يلبث في هذا العمل سوى بضعة شهور.
ترك الصين وسافر إلى لبنان وبقي فيه حتى العام 1968 مارس خلال ذلك التدريس والكتابة والترجمة ونظم الشعر، ثم عاد إلى العراق وظل فيه حتى السنة 1974 حيث عاد إلى لبنان وسكن في بلدته الأولى بنت جبيل، ولكن قيام احداث سنة 1975 في لبنان اضطرته إلى العودة إلى العراق صيف سنة 1976 وهناك توفرت له أسباب الكتابة والمطالعة بعد أن كانت قد خفت عنه الأعباء العائلية بتخرج أبنائه وبناته من الجامعات.

## شعره وأدبه
بالإضافة إلى مقالاته وقصائده التي كان ينشرها، فقد عمل في مجال الترجمة وكانت جل ترجماته لشاعر الهند "طاغور"، كما ترجم قصصا لموباسان.

### من كتبه المطبوعة
- المتنبي بين البطولة والاغتراب
- نظرات في تراثنا القومي: وهو عبارة عن مجموعة مقالات له جمعت بعد وفاته.

### شعره
قال في قصيدة، وهي من شعره عندما كان مدرسا في ثانوية الناصرية:
```
    
على وحي الهوى خفقت بنودي  وفي نغماته دوى نشيدي

    
بمدرسة العواطف رف قلبي   وبين ضلوعها رفت مهودي

    
انا الذكرى التي طارت وحامت على الدنيا بأجنحة الخلود

    
أنا الحب الذي ربط البرايا  بأسلاك أشد من الحديد

    
 تهز الكائنات بمن عليها  إذا ما استيقظت نغمات عودي

    
أرق من الهوى لغة وأحلى  من النشوى وتمتمة الوليد

    
سكبت على القلوب ندى رقيقا كأنداء الصباح على الورود

    
دعوني املأ الدنيا حنانا  وأشدو بالنشائد والقصيد

       
على شفتي جميل طاف لحن      شجي عبقري من نشيدي

         
وفي ديوان قيس لاح ضوء     سماوي مشع من وجودي

         
ومن روحي أطل الوحي شعرا   على (ولادة) وأبي الوليد
```

وقال:
```
                  ذاب الرحيق العذب في شفتيك * والوردة الحمراء في خديك
                           ظمئ الجمال ومذ رآك تحركت * شفتاه وارتمتا على نهديك
                           حتى إذا مص السلافة وانتشى * منها هوى لثما على قدميك
                           والروح إن خفقت فما بخفوقها * غير الصبابة والحنين إليك
                           والقلب ما في القلب يا ليلى سوى * ذكرى تطل مع الزمان عليك
                           هذا مكانك في الحياة فما الذي * جعل الدموع تجول في عينيك
                           لا الهزة النشوى ولا أحلامها * تختال كالنغمات في عطفيك
                           لا البلبل الشادي يهزك حسنه * بين الرياض ولا حمام الايك
                           ولقد - لمحت لدن لمحتك - بسمة * صفراء شاحبة على شفتيك
                           لو كان دهرك في يدي لحملته * ووضعته كالعبد تحت يديك
```

## وفاته
توفي في بغداد سنة 1979 م ودفن في النجف.

## وصلات خارجية
ترجمة محمد علي شرارة في معجم البابطين